# Höllengebirge
Höllengebirge je pohoří nacházející se v Rakousku ve spolkové republice Horní Rakousy. Tato horská skupina se geograficky řadí do většího systému hor Salzkammergutberge. Nejvyšší vrchol je Grosser Höllkogel (1862 m n. m.), ležící takřka uprostřed masivu.

## Poloha
Pohoří se nachází mezi velkými solnohradskými jezery. Na západě to jsou Attersee a Mondsee. Na východě jej odděluje od masivu Traunstein (1691 m n. m.) jezero Traunsee. Nejdůležitější sídla oblasti jsou města Ebensee na východě a Steinbach am Attersee na západě hor.

## Charakteristika
Masiv má charakter náhorní plošiny, jenž se k jihu svažuje mírnějšími travnatými či lesnatými svahy a na sever spadá k solnohradským jezerům (Attersee a Mondsee) strmými vápencovými stěnami. Na plošině vznikají, vzhledem ke krasovému podloží, poměrně velká převýšení. Rozdíl mezi nejnižším místem Pfaffengraben a nejvyšším bodem Grosser Höllkogel je 508 metrů. Nachází se zde mnoho krasových jevů v podobě škrapů, jeskyní či závrtů. Pohoří je ve své vrcholové části velmi chudé na vodu. Pod severními svahy se ale nalézají dvě horská jezera - Hintere Langbathsee a větší Vordere Langbathsee, k nimž se lze dostat po horské silnici zabíhající hluboko do doliny Langbathtal.

### Vrcholy
- Grosser Höllkogel (1862 m)
- Grünalm Kogel (1821 m)
- Hochhirn (1821 m)
- Eiblgupf (1813 m)
- Brunnkogel (1708 m)
- Alberfeld Kogel (1707 m)

## Turismus
Pohoří je protkáno kvalitně značenou a udržovanou sítí turisticky značených cest. Nejdůležitější je potom dálková trasa E4 překračující hory po celé své délce ve směru západ - východ. V pohoří se nachází několik horských chat.
- Hochlecken Haus (1574 m)
- Rieder Hütte (1760 m)
- Naturfreunde Hütte (1530 m)

Na východě, na vrcholu Feuerkogel (1592 m n. m.) je vybudováno velké lyžařské středisko s mnoha vleky a řadou sjezdových tratí. Z města Ebensee vede na vrchol lanová dráha. Na vrcholu se nachází několik chat a ubytovacích zařízení včetně restaurací.